# Gruta de Neptuno

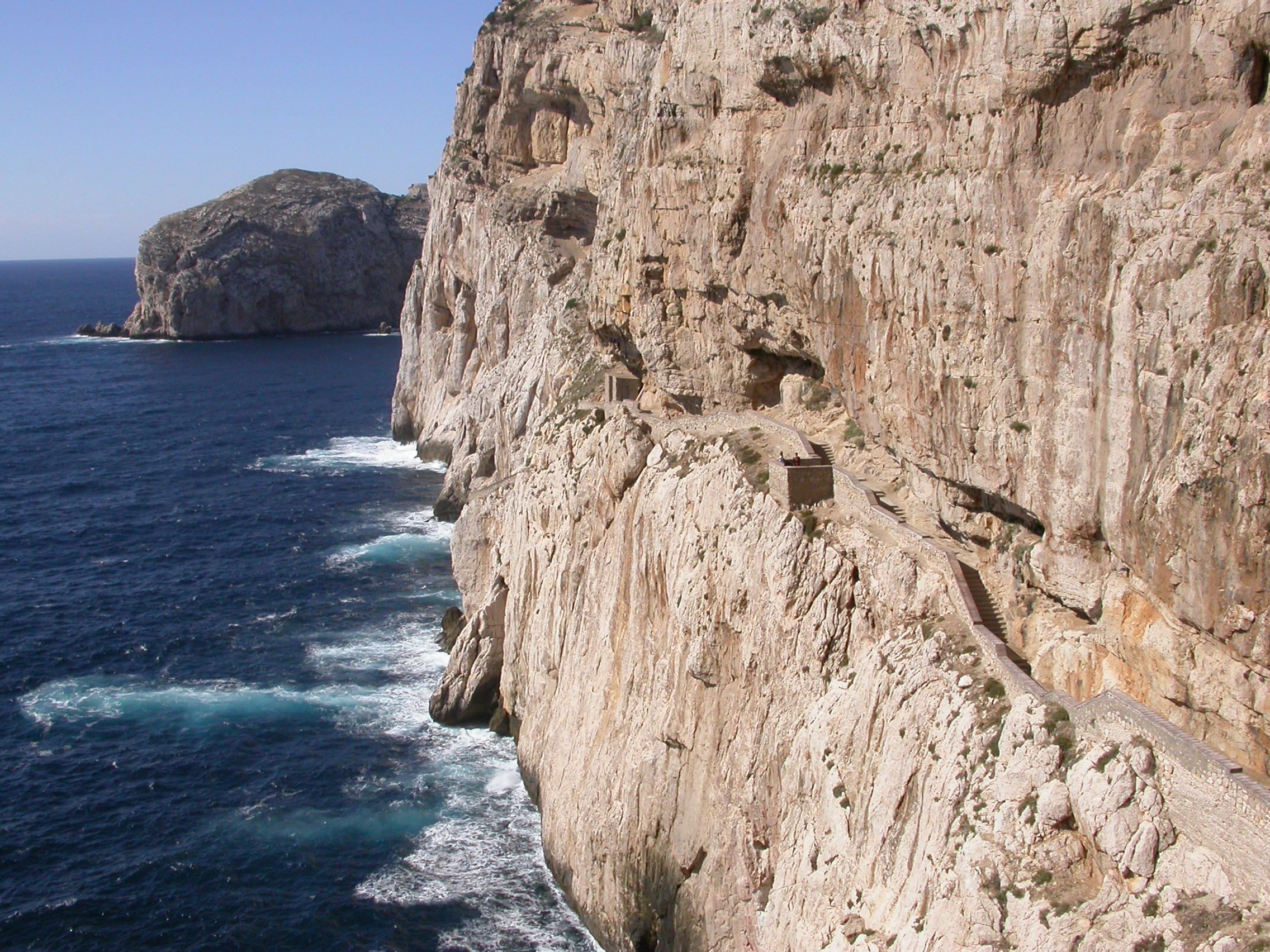
La escalera del Cabirol

La gruta de Neptuno (en italiano: Grotta di Nettuno; en catalán: Coves de Neptú) es una cueva de Italia con magníficas formaciones kársticas que se encuentra en Bastioni Pigafetta, a unos 24 km de Alghero, en el acantilado noroeste del promontorio del cabo Caccia, en el área protegida del mismo nombre en el noroeste de la isla de Cerdeña.
La cueva, de más de 10 millones de años, fue descubierta por un pescador local en el siglo XVIII, y desde entonces ha demostrado ser una atracción turística popular. La cueva debe su nombre al dios romano del mar, Neptuno, y está gestionada por el Patronato Autónomo de Alojamiento y Turismo de Alghero (Azienda Autonoma di Soggiorno e Turismo di Alghero).
Para acceder a la gruta hay dos opciones: a través de unas barcas que llevan directamente a la entrada o bajando los 654 escalones que separan la cueva de la superficie superior. En su interior se encuentre el segundo lago interior más grande de Europa y con una columna de 12 m de alta y 30 m de ancho. Las visitas son guiadas y su coste es de 13 € por adulto y 7 € por niño. La cueva abre a las 9 h y cierra a las 19 h. 
Originariamente, había una importante población foca monje del mediterráneo viviendo al refugio de la cueva, las cuales desaparecieron a mediados del siglo XX.